# Johann Gottfried Galle
Pour les articles homonymes, voir Galle.
Johann Gottfried Galle (Radis, 9 juin 1812 – Potsdam, 10 juillet 1910), est un astronome allemand à l’observatoire de Berlin.

## Biographie
Le 23 septembre 1846, avec l’assistance de l’étudiant Heinrich Louis d'Arrest, il est la première personne à observer Neptune, en sachant exactement ce qu’il voyait. Il se fonda pour cela sur les calculs qui lui avaient été transmis par Urbain Le Verrier pour savoir où pointer son télescope.
Il commence à travailler comme assistant de Johann Franz Encke en 1835 juste après la mise en service de l’observatoire de Berlin. En 1851, il déménage à Breslau pour devenir professeur d’astronomie et directeur de l’observatoire local (de).
Tout au long de sa carrière il étudie les comètes, et en 1894 (avec l’aide de son fils Andreas Galle (de)) il publie une liste de 414 comètes. Il a auparavant découvert lui-même trois comètes durant la courte période du 2 décembre 1839 au 6 mars 1840. Il meurt à 98 ans ayant vu le retour de la comète de Halley (18 mai).
Le premier, en 1875, il propose d'utiliser les petites planètes pour mesurer la valeur de la parallaxe solaire. Il utilise l'astéroïde (8) Flore et obtient la valeur 8,889".

## La première observation de Neptune
La thèse de doctorat de Galle, achevée en 1845, est une simplification et une analyse critique des observations, par Ole Rømer, de transits méridiens d’étoiles et de planètes s’échelonnant du 20 octobre au 23 octobre 1706. 
Vers 1845, il envoie une copie de sa thèse à Urbain Le Verrier, mais ne reçoit une réponse qu’un an plus tard, le 18 septembre 1846. 
Elle parvient à Galle le 23 septembre et, dans celle-ci, Le Verrier lui demande d’observer une certaine région du ciel pour y trouver une nouvelle planète, prédite par ses calculs, qui expliquerait les perturbations de l'orbite d'Uranus.
Cette nuit-là, après qu'Encke lui ait donné son autorisation malgré son opinion défavorable, un objet correspondant à la description est trouvé, dont la qualité de planète se confirme lors des deux soirées suivantes.

## Éponymes
- Des cratères sur la Lune (en) ainsi que sur Mars portent son nom.
- L’anneau le plus proche de Neptune lui doit également son nom.
- L'astéroïde (2097) Galle porte son nom.